# Oskar Moll
Oskar Moll, né le 21 juillet 1875 à Brieg près de Breslau et mort le 19 août 1947 à Berlin, était un peintre allemand de nature morte, paysagiste et portraitiste.  

En 1905, il rencontre la sculptrice allemande Marg Moll. Ils se marient l'année suivante et s'installent à Berlin. Il travaille dans l'atelier de Lovis Corinth.
En 1907, le couple s'installe à Paris. Là ils font la connaissance d'Henri Matisse et Oskar Moll travaillera dans l'atelier de Matisse et participera, avec sa femme et Hans Purrmann à la création de l'académie Matisse en 1908 qui fermera en 1911.
En 1918, il a d'abord été professeur à l'Académie nationale des arts et métiers de Breslau puis directeur jusqu'à sa fermeture en 1932. Il s'est ensuite travaillé à l'Académie des beaux-arts de Düsseldorf.
À partir de 1933, et sous le régime nazi, Oskar Moll est considéré comme un artiste de l'art dégénéré. Il est exclu de la vie sociale jusqu'à la fin de la Seconde Guerre mondiale. Sa maison de berlinoise sera détruite lors des bombardements aériens. Affecté par cette situation et devenu malade, il meurt le 19 août 1947 à Berlin. 
L'année suivante, trois villes, Duisbourg, Düsseldorf et Bonn organisèrent une exposition en commémoration de l'artiste.